# 13533 Junili
A 13533 Junili (ideiglenes jelöléssel 1991 RJ11) a Naprendszer kisbolygóövében található aszteroida. Eric Walter Elst fedezte fel 1991. szeptember 4-én.